# Nati nel 1575
| Questa pagina contiene informazioni ricavate automaticamente dalle voci biografiche con l'ausilio del template Bio e di un bot. L'aggiornamento è periodico e automatico e ricostruisce completamente la pagina. Se manca una persona in questa lista, sei pregato di non aggiungerla, ma accertati piuttosto che la sua voce biografica contenga il template Bio e che i dati anagrafici siano correttamente compilati. Se il template Bio manca, inseriscilo tu stesso o, in alternativa, metti l'avviso {{tmp\|Bio}} che ne segnala la mancanza. Se i dati riportati sono sbagliati, correggi direttamente la voce biografica; le modifiche saranno visibili in questa lista entro pochi giorni. Per chiarimenti vedi il progetto biografie. La lista contiene solo le 91 persone che sono citate nell'enciclopedia e per le quali è stato implementato correttamente il template Bio. Pagina aggiornata al 19 nov 2024. |

## Gennaio(4)
- 6 gennaio - Baldassarre de' Nardis, religioso italiano († 1630)
- 18 gennaio - Johann Kirchmann, filologo, storico e pedagogo tedesco († 1643)
- 22 gennaio - Luigi di Guisa, cardinale francese († 1621)
- 23 gennaio - Nicodemo Ferrucci, pittore italiano († 1650)

## Febbraio(6)
- 4 febbraio - Pierre de Bérulle, teologo e cardinale francese († 1629)
- 14 febbraio - Giovanni Andrea Donducci, pittore italiano († 1655)
- 15 febbraio - Luigi Gontrano di Nassau-Katzenelnbogen, nobile e generale olandese († 1604)
- 21 febbraio - Marten Pepijn, pittore fiammingo († 1643)
- 27 febbraio - Anna di Holstein-Gottorp, nobile tedesca († 1625)
- 27 febbraio - Giovanni Adolfo di Holstein-Gottorp, duca († 1616)

## Marzo(2)
- 10 marzo - Giovanni Antonio Facchinetti de Nuce, cardinale italiano († 1606)
- 17 marzo - Francesco Branciforte, marchese di Militello, nobile e mecenate italiano († 1622)

## Aprile(4)
- 7 aprile - Girolamo Curti, pittore italiano († 1632)
- 21 aprile - Francesco Molin, doge († 1655)
- 24 aprile - Jacob Böhme, filosofo, teologo e mistico tedesco († 1624)
- 26 aprile - Maria de' Medici, regina († 1642)

## Maggio(1)
- 11 maggio - Chōsokabe Morichika, militare giapponese († 1615)

## Giugno(3)
- 4 giugno - Gwanghaegun di Joseon, re coreano († 1641)
- 15 giugno - Lelio Biscia, cardinale italiano († 1638)
- 26 giugno - Anna Caterina del Brandeburgo, sovrana danese († 1612)

## Luglio(4)
- 2 luglio - Elizabeth de Vere, nobildonna inglese († 1627)
- 8 luglio - Cesare Lupi, condottiero italiano († 1615)
- 14 luglio - Augusto di Anhalt-Plötzkau, principe († 1653)
- 25 luglio - Francesco De Pietri, storico e giurista italiano († 1645)

## Agosto(4)
- 6 agosto - Live Larsdatter, farmacista danese († 1698)
- 12 agosto - James Hamilton, I conte di Abercorn, nobile scozzese († 1618)
- 15 agosto - Diego d'Asburgo,  spagnolo († 1582)
- 18 agosto - Anna Maria del Palatinato-Neuburg, nobile tedesca († 1643)

## Settembre(2)
- 8 settembre - Kaspar Leuw, condottiero e politico svizzero († 1654)
- 28 settembre - Vincenzo Geremia, ingegnere, inventore e architetto italiano († 1679)

## Ottobre(2)
- 12 ottobre - Pompeo Targone, ingegnere italiano († 1630)
- 24 ottobre - Pierre de Conty d'Argencour, ingegnere militare francese († 1655)

## Novembre(4)
- 1º novembre - William Gouge, religioso e predicatore inglese († 1670)
- 4 novembre - Guido Reni, pittore e incisore italiano († 1642)
- 11 novembre - Marcantonio III Colonna, nobile romano († 1595)
- 20 novembre - Giovanni Battista Lancellotti, vescovo cattolico italiano († 1656)

## Dicembre(3)
- 4 dicembre - Monaca di Monza, religiosa italiana († 1650)
- 9 dicembre - Giovanni Stefano Menochio, biblista e gesuita italiano († 1655)
- 18 dicembre - Michelangelo Galilei, compositore italiano († 1631)

## Senza giorno specificato(52)
- Filippo d'Aquino, medico, filologo e orientalista francese († 1650)
- Francisco Fernández de la Cueva, politico e ufficiale spagnolo († 1637)
- Raffaella Aleotti, compositrice, organista e monaca cristiana italiana
- Vittoria Aleotti, compositrice, clavicembalista e monaca cristiana italiana
- Patrick Anderson, gesuita scozzese († 1624)
- Ashina Morishige, militare giapponese († 1631)
- Hendrick van Balen, pittore fiammingo († 1632)
- Jacques de Bellange, pittore e incisore francese († 1616)
- Pietro Paolo Bombino, gesuita e umanista italiano († 1648)
- Antonio Bosio, archeologo maltese († 1629)
- Pedro de Brizuela, architetto spagnolo († 1632)
- Pierre Broussel, politico francese († 1654)
- Archibald Campbell, VII conte di Argyll, politico e generale scozzese († 1638)
- David Carnegie, I conte di Southesk, nobile scozzese († 1658)
- Jean Châtel,  francese († 1594)
- Giorgio Clerici, mercante, banchiere e nobile italiano († 1665)
- Salvatore Vitale, religioso italiano († 1647)
- Giulio Cesare Cortese, poeta italiano († 1622)
- Floris van Dijck, pittore olandese († 1651)
- Paolo Filippi, scrittore italiano († 1610)
- Cornelis van der Geest, mercante († 1638)
- Thomas Helwys, predicatore, giurista e teologo inglese († 1616)
- Léonard de Hodémont, musicista e compositore belga († 1639)
- Honda Tadamasa, militare giapponese († 1631)
- Hori Hideharu, militare giapponese († 1606)
- Louis Hébert, farmacista francese († 1627)
- Jan Jacobs, orafo e filantropo fiammingo († 1650)
- Leonardo Kimura, gesuita giapponese († 1619)
- Urszula Kochanowska,  polacca († 1578)
- Girolamo Lucich, vescovo cattolico croato († 1648)
- Juan de Luna, scrittore spagnolo († 1645)
- Andrea Lusso, pittore italiano († 1627)
- Gaspare Mannucci, pittore italiano († 1642)
- Girolamo II Martinengo, condottiero italiano († 1637)
- Prospero Rabaglio, pittore italiano
- Domenico Rivarola, cardinale e arcivescovo cattolico italiano († 1627)
- Orlando Carlo de' Rossi, militare italiano († 1618)
- Enrico di Schomberg, generale francese († 1632)
- Hendrick Joosten Speuy, compositore e organista olandese († 1625)
- Johann Stadlmayr, compositore tedesco († 1648)
- Arbella Stuart, nobile britannica († 1615)
- Innocenzo Tacconi, pittore italiano
- Giovanni Maria Trabaci, compositore e organista italiano († 1647)
- Guilliam Van Deynen, pittore fiammingo († 1624)
- Robert de Vere, XIX conte di Oxford, militare britannico († 1632)
- Abraham Verhoeven, editore e giornalista belga († 1652)
- Christoph Wamser, architetto e gesuita tedesco († 1649)
- Jan Wężyk, arcivescovo cattolico polacco († 1638)
- Agustín de Hinojosa y Montalvo, vescovo cattolico spagnolo († 1631)
- Sabatino de Ursis, gesuita, ingegnere e astronomo italiano († 1620)
- Cristina di Salm, nobile francese († 1627)
- Maximilian von Pernstein, nobile e religioso ceco († 1593)